# اوته شل
اوته شل (انگلیسی: Ute Schell؛ زادهٔ ۲ آوریل ۱۹۶۶) قایقران روئینگ اهل آلمان بود.
وی در مسابقات کشوری و بین‌المللی در مجموع برندهٔ ۲ مدال طلا، ۲ مدال نقره، ۲ مدال برنز شده‌است.